# Ulinzi Stars FC
L'Ulinzi Stars Football Club és un club de futbol kenyà de la ciutat de Nakuru.
El club representa l'exèrcit de Kenya i va ser creat el 1995 per la fusió dels diversos clubs militars existents al país:
- Waterworks
- Scarlet (Third Battalion of the Kenya Rifles, Lanet, Nakuru)
- Kahawa United (Kahawa Barracks, Kahawa, Nairobi)
- Silver Strikers (12th Engineers, Thika)
- Kenya Navy (Mombasa)
- Spitfire (Kenya Air Force, Moi Air Base, Nairobi)

## Palmarès
- Campionat de Kenya de Futbol:[2]

2003, 2004, 2005, 2010
- Copa Top 8 de Kenya:

2011